# Stenetrium dalmeida
Stenetrium dalmeida är en kräftdjursart som beskrevs av Barnard 1920. Stenetrium dalmeida ingår i släktet Stenetrium och familjen Stenetriidae. Inga underarter finns listade i Catalogue of Life.